# Mashpee Neck
Mashpee Neck é um lugar designado pelo censo localizado no condado de Barnstable no estado estadounidense de Massachusetts. No Censo de 2010 tinha uma população de 1.000 habitantes
e uma densidade populacional de 265,91 pessoas por km².

## Geografia
Mashpee Neck encontra-se localizado nas coordenadas 41° 36′ 46″ N, 70° 28′ 05″ O. Segundo Departamento do Censo dos Estados Unidos, Mashpee Neck tem uma superfície total de 3.76 km², da qual 3.28 km² correspondem a terra firme e (12.81%) 0.48 km² é água.

## Demografia
Segundo o censo de 2010, tinha 1.000 habitantes residindo em Mashpee
Neck. A densidade populacional era de 265,91 hab./km². Dos 1.000 habitantes, Mashpee Neck estava composto pelo 92.2% brancos, o 1.9% eram afroamericanos, o 2.6% eram amerindios, o 1% eram asiáticos, o 0% eram insulares do Pacífico, o 0.5% eram de outras raças e o 1.8% pertenciam a duas ou mais raças. Do total da população o 1.6% eram hispanos ou latinos de qualquer raça.